# Jacques Chevallier (juriste)
Pour les articles homonymes, voir Jacques Chevallier et Chevallier.
Ne doit pas être confondu avec Jean-Jacques Chevallier ou Jacques Le Chevallier.
 (avril 2023).
Jacques Chevallier, né le 2 juillet 1943 à Avesnes-sur-Helpe (Nord), est un professeur de droit public français.

## Biographie

### Jeunesse et études
Jacques Chevallier suit des études secondaires à Lille, où il obtient un baccalauréat littéraire en 1960. Il obtient une licence de droit à l'université de Lille en 1964, puis un diplôme d'études supérieures en droit public en 1965, ainsi qu'un autre en science politique la même année. Son mémoire de DESS de science politique porte sur « les idées d'une revue libérale sur la réforme de l’État à la fin de la Troisième République ».
Il prépare son doctorat en droit à l'université de Paris. Il soutient sa thèse en décembre 1968, sous la direction du professeur Roland Drago qu'il a connu à la faculté de droit de Lille. Le sujet était : « L'élaboration historique du principe de séparation de la juridiction administrative et de l'administration active » (LGDJ, Bibl. de droit public, 1970).
Il est reçu 4e au concours de l'agrégation de droit public et science politique en 1969 (dernière année du concours double).

### Parcours professionnel
Jusqu'en 1966, il est chargé de travaux dirigés à l'université de Lille. Entre 1966 et 1969, il est assistant à l'université de Paris, où il dirige des TD sur les services publics et sur le régime politique américain.
Une fois l'agrégation obtenue, il est nommé professeur à la faculté de droit de Nancy (1970), puis à celle d'Amiens (1970-1990). Il en est élu doyen de 1979 à 1990, et y fonde le Centre universitaire de recherche sur l'action publique et le politique (CURAPP) qu'il dirige de 1971 à 1994. Depuis 1990, il est professeur à l'université Panthéon-Assas ; il y dirige le Centre d'études et de recherches de science administrative (CERSA) de 1999 à 2012. En 2012, il reçoit la distinction de professeur émérite.
À partir de 1983, il donne un séminaire de science administrative à l'Institut d'études politiques de Paris. Il est membre de la commission « droit » de l'Institut de 1998 à 2002. De 2001 à 2006, il est membre du conseil d'administration de la Fondation nationale des sciences politiques. En 2011, il est président du comité de sélection de l'Institut d'études politiques de Rennes.
Il a été correcteur de l'épreuve de sciences politiques et administratives au concours d'entrée de l'ENA en 1987, 1988 et 1989. Il a été correcteur de la même épreuve au concours de secrétaire aux affaires étrangères (cadre d'Orient) en 1990 et 1991. Il a été membre du Comité d'Histoire de l'ENA à partir de 2005.

## Œuvre
- L'élaboration historique du principe de séparation de la juridiction administrative et de l'administration active, LGDJ, Bibliothèque de droit public, 1970.
- L'État de droit, éd. Montchrestien, coll. Clefs, 160 p., 5e éd : 2010.
- Le service public, éd. PUF, coll. Que sais-je, 128 p., 9e éd. 2012.
- L'État post-moderne, éd. LGDJ, coll. Droit et société, 3e éd. : 2008, 261 p.
- Science administrative, éd. PUF, coll. Thémis, 630 pp., 5e éd. 2013.
- L'État, éd. Dalloz, coll. Connaissance du droit, 2e éd. 2011.

## Responsabilités éditoriales
- Membre du conseil scientifique de Diritto Pubblico (1995-1998).
- Membre du comité de rédaction de la Revue de droit de l'informatique (1990-1996).
- Membre du comité de rédaction de la Revue internationale des sciences administratives (depuis 1992).
- Membre du comité de rédaction de la Revue française d'administration publique (depuis 1993).
- Membre du comité de publication de Res publica (depuis 2006).
- Membre du conseil scientifique de la Revue française de science politique (depuis 1991).
- Membre du conseil scientifique de la revue Droits (depuis 1991).
- Membre du conseil scientifique de la revue Politix (depuis 1997).
- Membre du conseil scientifique de la revue Télescope - ENAP-Montréal (depuis 2005).
- Membre du comité consultatif de la Revue canadienne de science politique (depuis 2004).
- Membre du conseil scientifique de la revue Quaderni (depuis 2008).
- Membre du comité scientifique de la revue Politiques et Management public (depuis 2010).

## Hommage
- Mélanges en l'honneur du Professeur Jacques Chevallier (2013)[1]
- Chevalier (1989) puis Officier (octobre 2002) des Palmes académiques.
- Chevalier de la Légion d'honneur (1997).
- Officier de l'ordre du Mérite (2002).